# وریبی، ویکتوریا
وریبی (به انگلیسی: Werribee) یک حومه شهر در استرالیا است که در City of Wyndham واقع شده‌است.